# Interaktionsspiel
Das Interaktionsspiel kennzeichnet sich durch ein psychomotorisches Zusammenwirken von zwei oder mehr Spielenden bei einer Spielaufgabe, etwa dem gemeinsamen Entwickeln eines Spiels aus einer Spielidee. Es findet sich sowohl im freien Kinderspiel als auch als Methode mit pädagogischer oder therapeutischer Zwecksetzung.

## Charakteristik
Wie der Teilbegriff ‚Interaktion’ (wechselseitiges Agieren) schon aussagt, finden beim Interaktionsspiel im Gegensatz zum ‚Alleinspiel’ oder ‚Einzelspiel’, bei dem der Spielende sich ohne Partner mit einem Spiel beschäftigt, ein gegenseitiger Ideenaustausch, ein aufeinander bezogenes Handeln und Ergänzen, ein Geben und Nehmen von Anregungen, eine wechselseitige Beeinflussung, statt. Die Spielenden kommunizieren verbal und/oder nonverbal sowie physisch miteinander, um zu einem optimalen, für alle Beteiligten befriedigenden Ergebnis zu gelangen. Statt eines kämpferischen Gegeneinanders, wie es in Konkurrenzspielen üblich ist, steht hier das Miteinander, das Zusammenspiel, die Arbeit am Gelingen des gemeinsamen Vorhabens, im Vordergrund des Spielinteresses.

## Beispiele

### Guck-Guck-Spiel

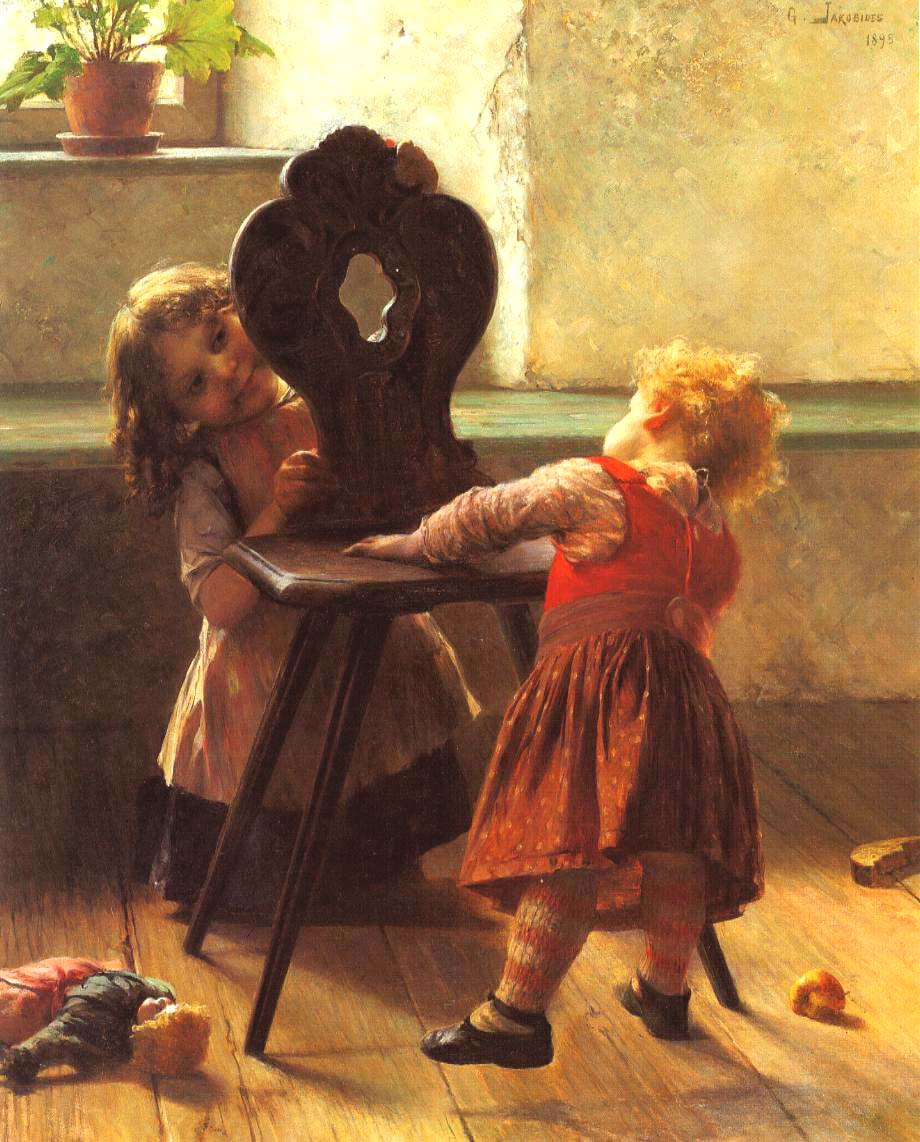
Zwei Kinder beim Guck-Guck-Spiel (Gemälde von Georgios Iakovidis (1895))

„Von den psychomotorischen Interaktionsspielen ist das „Guck-Guck-Spiel“ recht detailliert untersucht worden,“ konstatiert der Grundschuldidaktiker Wolfgang Einsiedler: Das auch als ‚Kuckuckspiel’ bekannte Kleinkindspiel Guck-Guck beginnt mit dem Blickkontakt zwischen Mutter und Kind. Durch die Mutter initiiert, schließt sich sodann ein abwechselndes ‚Versteck- und Findespiel’ an, indem sich die Mutter die Augen mit den Händen oder einem Tuch verdeckt beziehungsweise sich hinter einem Vorhang oder einer Tür verbirgt, eventuell durch die gespreizten Finger blinzelt und das Kind durch Guck-Guck-Rufen zum Suchen und wechselseitigem Spiel auffordert. Mit zunehmender Erfahrung wird das Kind dann selbst zum Initiator von Spielvarianten.

## Funktion und Bedeutung
Spiele mit dem Schwerpunkt der Interaktion haben bereits einen hohen Stellenwert in der frühkindlichen Erziehung hinsichtlich der intellektuellen und sozialen Entwicklung. Später bilden sie als eher besinnliche Spielformen wie etwa Kooperations- und Friedensspiele einen pädagogisch gewollten Kontrast zu den Kriegs-, Kampf- und Sportspielen, deren Schwerpunkt auf dem Austragen von Konkurrenzen und dem Verfolgen gegensätzlicher Spielziele liegt. Sie werden als sogenannte „Kleine Spiele“ im Sportspieltraining eingesetzt und haben einen wesentlichen Anteil am Erfolg der Kreativitätserziehung, etwa dem gemeinsamen Gestalten neuer Spielformen aus einer Spielidee. Schließlich erfüllt das Interaktionsspiel als Behandlungsmethode auch in der Psychiatrie eine wichtige Funktion:

### Spielerziehung
Hinsichtlich der Bedeutung früher Interaktionsspiele für die psychomotorische Entwicklung des Kleinkinds hält Wolfgang Einsiedler fest: „Wegen des guten Einklinkens der Spielinteraktionen und der meist angepassten Spielweise der Mutter […] ist man sich einig, dass die psychomotorischen Interaktionsspiele eine soziobiologische Funktion haben.“ Dies bedeutet, dass die frühen Mutter-Kind-Spiele mit ihren sprachlichen und gestischen Impulsen, ihren Nachahmungseffekten und Zuwendungswerten eine enge emotionale Beziehung und das Entstehen einer Vertrauensbasis initiieren: „Die Kinder erfahren die wechselseitige Struktur sozialer Interaktionen und im guten Ende der Spiele erleben sie Sicherheit und Vertrauen.“
In der mit pädagogischen Interessen betriebenen Kreativitätserziehung, speziell beim Kreativspiel, kommt dem einander zuarbeitenden Spiel der miteinander Spielenden eine wesentliche Rolle als gegenseitige Impulsgeber und Problemhelfer zu. Das Gelingen der Spielaufgabe erfordert  eine enge sachliche Zusammenarbeit.
Beim gemeinsamen Gestalten einer Sandburg, beim Konstruieren von Gebilden aus dem Baukastensystem oder beim vereinten Schaffen eines Baumhauses erwachsen darüber hinaus Spielpartnerschaften. Die einander ergänzende Beschäftigung mit gleichen oder ähnlichen Spielwünschen kann mit der Zeit über den sachlichen Bezug hinaus auch eine persönliche Bindung ergeben, aus der eine dauerhafte Spielfreundschaft entstehen kann.

### Psychotherapie
Für die Psychiater Manuel Rupp oder Christian Eggers dienen Interaktionsspiele vor allem der Behandlung von psychischen Störungen und dem Wiederaufbau geregelter zwischenmenschlicher Kommunikations- und Kooperationsstrukturen. Interaktionsspiele finden sich entsprechend verbreitet als Therapiemethode in der Psychiatrie, zum Abbau von Verhaltensstörungen und in der Betreuung demenzkranker Patienten. „In einer Mischung aus Verhaltenstraining und Selbsterfahrung werden im gruppendynamischen Seminar mit Hilfe von Interaktionsspielen Emotionen erzeugt, Körpergefühle kontrolliert, Reflexionen ausgetauscht über die eigene Befindlichkeit und über die Wahrnehmung der Befindlichkeit anderer Teilnehmer.“

### Leistungssport
Der Leistungssport nutzt Interaktionsspiele zum Einüben des Zuspiels, zum Training von Kombinationsformen im Mannschaftsrahmen. Sie dienen als sogenannte „Kleine Spiele“ der Schulung der technischen und taktischen Zusammenarbeit in Vorbereitung auf die sogenannte „Großen Spiele“ wie Fußball, Volleyball, Handball oder Basketball.

## Einschränkungen
Der Spielpraktiker Klaus W. Vopel stellt seiner Sammlung von Interaktionsspielen als Leitvorstellung den Satz voran  „Die Interaktionsspiele sind als Instrumente gedacht für Lehrende in allen Bereichen sowie für Gruppenleiter in helfenden und administrativen Berufe. “ Er verfolgt damit im Erziehungssektor ähnliche Absichten wie die Psychiater Manuel Rupp oder Christian Eggers im psychotherapeutischen Bereich. Interaktionsspielen wird dabei keine eigene Sinnhaltigkeit zuerkannt. Sie werden vielmehr als Übungsvorschläge gedacht und instrumentalisiert, die sich im Sinne der jeweiligen Therapievorstelllungen zweckgerichtet als Methode einsetzen lassen.
Mit dieser Fokussierung und Inanspruchnahme der Spielform für außerhalb der eigentlichen Spielidee liegende pädagogische und therapeutische Zielsetzungen und dem Verständnis der Interaktionsspiele als Übungsmaterial kommen dem Interaktionsspiel allerdings bestimmte Wesenselemente der ursprünglichen Spielvorstellung abhanden, wie sie noch die Spielklassiker Friedrich Schiller,
Frederik Jacobus Johannes Buytendijk oder Hans Scheuerl als spielcharakteristisch gesehen haben, - etwa die Momente der Zweckfreiheit und spielimmanenten Sinnhaltigkeit:  „Als Instrument der Lebensbewältigung geht das Interaktionsspiel durch seine hochdifferenzierte Zielstruktur wichtiger Merkmale des Spiels wie Offenheit und Symbolhaftigkeit verlustig, “ wie das Autorenkollektiv um Luis Erler feststellt und wie sie von den Spielwissenschaftlern Siegbert A. Warwitz und Anita Rudolf in einer Zusammenfassung der historisch anerkannten Wesensmerkmale originären Spielens gesammelt wurden.
Luis Erler und Kollegen kritisieren vor allem, dass das Interaktionsspiel als sozialtherapeutische Methode gegen Probleme eingesetzt wird, die eigentlich auf einem ganz anderen Gebiet, etwa bei gesellschaftlichen Fehlentwicklungen, zu suchen seien und dort verändert werden müssten: „Je mehr hier das Spiel als Heilsbotschaft gegenüber Problemen dienen soll, die mit gesellschaftlich bedingten Zuständen von Institutionen zusammenhängen (also auf einer ganz anderen Ebene angegangen werden müssen), desto mehr sehe ich das Spiel in Gefahr, instrumentalisiert und nur noch in der instrumentellen Verkürzung pädagogisch legitimiert zu werden.“